# Clara Ahnfelt
Clara Fredrika Christina Ahnfelt, född Strömberg den 18 februari 1819 i Vimmerby landsförsamling, död den 19 mars 1896 i Karlshamns församling, var verksam som modist och hade en ledande roll i Evangeliska Fosterlandsstiftelsens missionsförening i Karlshamn. Hon är också känd som sång- och psalmförfattare. Hon var gift med predikanten och musikern Oscar Ahnfelt.
Ahnfelt diktade 1859 texten till verserna 3–5 Jo, du mig visar vägen för psalm nummer 595 Ur djupet av mitt hjärta av Hans Adolf Brorson i 1937 års svenska psalmbok. Psalmen hade före upptagandet där varit ute på prov med titelraden I djupet av mitt hjärta som nummer 669 i Nya psalmer 1921 vilka avsågs komplettera uppdateringen av Wallins psalmbok från 1819. År 1921 angavs Clara Ahnfelt inte med namn utan som Svensk förf. (1800-talet) och i 1937 års psalmbok är hennes födelsenamn angivet och "gift med lekmannapredikanten och musikern O. Ahnfelt", däremot saknas uppgifter om hennes egen livsgärning.
I Den svenska psalmboken 1986 har hennes tre verser uteslutits och ersatts med en ny tredje vers av Anders Frostenson. Melodin är densamma ur Ahnfelts sånger från 1859.

## Psalmer
- Ack, saliga stunder (Sionstoner 1889 nr 101, Hemlandssånger 1891 nr 163, Svensk söndagsskolsångbok 1908 nr 103 och Svenska Missionsförbundets sångbok 1920 nr 527) Finns på Wikisource.
- Det är min ro (Sionstoner 1889 nr 180) Finns på Wikisource.
- Fåglarna i skogen höras sjunga nr 17 i Hemlandssånger 1891
- Jo, du mig visar vägen (1859) (Nya Psalmer 1921 nr 669, 1937 års psalmbok nr 595 v. 3-5) till Hans Adolf Brorsons psalm Ur djupet av mitt hjärta Finns på Wikisource.
- Nu är min träldom slut (Sionstoner 1935 nr 373) Finns på Wikisource.
- Vi har nu i himlen en överstepräst (Sionstoner 1889 nr 81 och Sionstoner 1935 nr 135). Finns på Wikisource.